# Blakea foliacea
Blakea foliacea är en tvåhjärtbladig växtart som beskrevs av Henry Allan Gleason. Blakea foliacea ingår i släktet Blakea och familjen Melastomataceae. Inga underarter finns listade i Catalogue of Life.